# らじぷら
『らじぷら』は、日本のラジオ番組。2019年10月から2022年3月までは調布エフエム放送（調布FM）で日曜日23:00 ‐ 0:00（JST、以下同）に週替わりで放送されている番組のひとつであった。一時放送休止を経て、2023年7月からは放送局を狛江ラジオ放送に移行し放送している。
本項目では、調布FM時代に本番組と同じ時間枠で放送されていた『らじどる』『りさラジ』についても扱う。

## 概要
調布FMの日曜23時台は、本番組放送までは『栗山夢衣の初体験ラジオ「ちょ〜ふあんです。」』『スルースキルズの甘い言葉で罵って』『甘い言葉で。。。』が週替わりで放送されていた。2019年10月に開始された本番組は、『らじどる』『りさラジ』とともに、「同年代のアイドルや女性タレントが集まってトークする」番組コンセプトと「週替わりで異なる内容」という流れをそのまま引き継いでいる。
『らじぷら』は毎月第1日曜日に放送。番組名は「ぷら〜っとらじおを聴いてほしい」という願いから。もともと2019年10月20日開始時は第1・3日曜日に放送されていたが、2020年10月改編で月1回の放送となった。パーソナリティは小林智絵（Pimm's）、りさ（まなみのりさ）、二瓶有加（PINK CRES.）、桃里れあ（純粋カフェ・ラッテ）。
新型コロナウィルス感染症の蔓延防止の観点から収録日に変更が出た2020年5月は特別な構成となった。まず、第1日曜日にあたる3日に放送予定であった『らじぷら』を17日に変更。さらに24日にも放送することとし、3日と10日は前半を『二瓶有加のルーレット』、後半を『りさラジ』とする編成とした。
2022年3月6日、調布FMでのレギュラー放送の最終回を迎えた。その後、2022年10月30日（19:00 - 20:00）、2023年1月1日（18:00 - 19:00）にそれぞれ調布FMで単発放送された。
2023年7月2日より狛江ラジオ放送でのレギュラー放送が開始された。放送時間は毎月第1日曜の23:00から23:55までとなる。パーソナリティは、調布FM時代の4人のうち、りさ、二瓶有加が卒業した一方、根本羽衣、平野ほのかが加わった（小林智絵、桃里れあは継続）。

## ネット局
※2022年1月現在、調布FM時代のもの。『らじどる』『りさラジ』と放送枠を共有していた。
遅れネットされる地域ではキー局から1週のずれが発生する。
| 放送局           | 放送時間             | 備考 |
| ---------------- | -------------------- | --- |
| 調布FM（キー局） | 日曜日 23:00 - 0:00  | タイムテーブル上は「『らじぷら』『らじどる』『りさラジ』他」と表記。 第4・5週は番組設定がないため音楽を放送。 |
| エフエムはなび   | 日曜日 20:00 - 21:00 | タイムテーブル上は「『りさラジ』他」のみの表記。                                                              |
| FM千里           | 土曜日 0:00 - 1:00   | タイムテーブル上は「『らじどる』他」のみの表記。 番組設定がない週は『Music Cafe』を放送。                     |

## コーナー
- らじぷらギリギリトーク
メンバーに普段物販では中々聞けないような内容を募集。
- 魔法少女マジカルれあちゃ
- ふつおた

## 同時間枠の番組

### らじどる
毎月第2日曜日に放送。もともと第2日曜日に放送されていた『らじてっし』と第4日曜日に放送されていた『らじほー』の中で放送されていた20分のフロート番組。パーソナリティはNATSUKO（GeeSLY）、田口空（アイドルカレッジ）、奥田亮（全日本プロレス リングアナウンサー）、渡辺樹莉（ルルネージュ）、原姫子（Ange☆Reve）。
コーナーは以下の通り。
- わたなべ斬り - 曲がったことが大嫌いな渡辺樹莉が〝斬り〟きざんでくれる
- エンジェル姫子とデビル原 - 原姫子から天使と悪魔のアドバイスが必要な人からのメールを募集
- I LOVE みんなの田口空 - 「みんなのペット」こと田口空に教えてほしい〝動物〟に関するメールを募集
- らじメール - いわゆる「ふつおた」

2022年3月13日、レギュラー放送の最終回を迎えた。2022年10月29日（18:00 - 19:00）に単発で放送された。
2023年7月9日、狛江ラジオ放送へに移行し放送再開。放送時間は毎月第2日曜の23:00から23:55まで。パーソナリティはNATSUKO、渡辺樹莉、田口空、奥田亮、上野凛夏（アイドルカレッジ）、西野亜弥。

### りさラジ
毎月第3日曜日に放送。パーソナリティはりさ（まなみのりさ）。
コーナーは以下の通り。
- りさに教えてあげたい!
- くろりさ
- しろりさ
- りさ 歌のベストツー!!
- 実は昔は・・・・、
- りさにあわせまSHOW
- 一周回って聞けないこと「マァミリーヒストリー」
- ふつおた

2022年1月24日はりさラジ特別版「まなみのりさメンバーいらっしゃーい!」を放送。まなみのりさから まなみ を招いた。2022年3月20日、最終回を迎えた。